# 1997-es cannes-i filmfesztivál
Az 50. Cannes-i Nemzetközi Filmfesztivál 1997. május 7. és 18. között került megrendezésre, Isabelle Adjani francia színésznő elnökletével. A hivatalos versenyprogramban 20 nagyjátékfilm és 11 rövidfilm szerepelt; az Un certain regard szekcióban 22, míg versenyen kívül 9 alkotást vetítettek. A párhuzamos rendezvények Kritikusok Hete szekciójában 7 nagyjátékfilmet és 7 rövidfilmet mutattak be, a Rendezők Kéthete elnevezésű szekció keretében pedig 21 nagyjátékfilm és 5 kisfilm vetítésére került sor. A rendezvénysorozaton 115 ország mintegy 29 774 filmese jelent meg.

## Az 1997. évi fesztivál
Fennállásának félévszázados évfordulóját ünneplő fesztivál rendkívül gazdag és változatos válogatással rukkolt elő, bár – mint a tudósítók megjegyezték – összességében egy kicsit komolyra sikeredett, hiányzott belőle a humor. A rendezvénysorozat nyitófilmje Luc Besson versenyen kívül vetített akciófilmje, Az ötödik elem, zárófilmje pedig Clint Eastwood ugyancsak versenyen kívül vetített thrillerje, az Államérdek volt. Az ünnep alkalmából megújult az Arany Pálma: a 24 karátos, kézzel öntött, csiszolt kristály párnára helyezett műremek egy kék bőr ékszertartóba került; Gilles Jacob fesztiváligazgató társrendezésével egy kisfilmsorozat készült, Préludes címmel, illetve két külön díjat osztottak ki. Az egyiptomi Youssef Chahine vehette át Sors című filmdrámája, illetve addigi életművének elismeréseként a Nemzetközi Filmfesztivál 50. évfordulós díját. Egy alkalmi szakmai zsűri áttekintette az eltelt félévszázad versenyfilmjeit, hogy azon kiemelkedő alkotások rendezői közül, akik – bár megérdemelték volna – sohasem nyerték el a fődíjat, kiválasszanak egyet, aki megkapja a Pálmák Pálmáját. A díjat Ingmar Bergmannak ítélték, akinek távollétében lánya, Linn Ullmann írónő vette át az elismerést, huszonnyolc arany pálmás rendező jelenlétében.
Az Isabelle Adjani által vezetett bírálótestület rendkívül megosztott volt a fődíj odaítélését illetően és csak az utolsó pillanatban született kompromisszumos döntés: az Arany Pálmát megosztva veheti át az iráni Abbas Kiarostami A cseresznye íze című filmdrámájáért, valamint a japán Imamura Sóhei Az angolna című alkotásáért. Ez a döntés megnyitotta az utat az iráni filmművészet elismerése előtt és ismét elismerte Imamura tehetségét, aki – 1983 után – immár másodszor kapta meg a legmagasabb elismerést. A zsűri a nagydíjat a kanadai Atom Egoyan Eljövendő szép napok című filmjének ítélte oda, a zsűri díját Manuel Poirier Westernjének. A legjobb rendezés díját Vóng Ká-vaj (Wong Kar-wai) vehette át Édes2kettes című vígjátékáért. James Schamus kapta a legjobb forgatókönyv díját (Jégvihar). A legjobb színésznő Kathy Burke (Éhkoppon), míg a legjobb színész Sean Penn lett (Életem szerelme). A legjobb elsőfilmesnek járó Arany Kamerát a japán Kavasze Naomi kapta, a Rendezők Kéthete szekcióban bemutatott Moe no szuzaku című filmjéért.

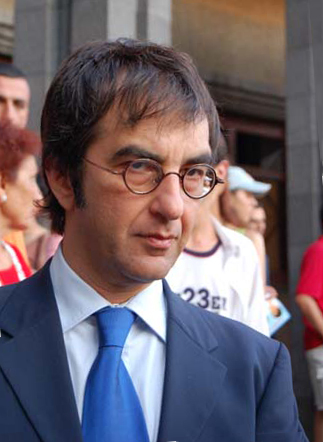
Atom Egoyan (2007)

Nagy sikert aratott Jean-Luc Godard filmtörténeti alkotásának (Histoire(s) du cinéma) az Un Certaine Regard szekcióban vetített két újabb epizódja, s nagy érdeklődés kísérte Liv Ullmann, Bergman forgatókönyve alapján készített Négyszemközti beszélgetések című játékfilmjét.
A Rendezők Kéthete szekció mezőnyéből az Arany Kamerát nyert filmen felül kiemelkedett a török Ferzan Özpetek Törökfürdője, és a bosnyák Ademir Kenovic Tökéletes köre. A francia válogatás, nevezetesen Bruno Dumont Jézus élete című filmdrámája kapcsán írta egy kritikus a szekció katalógusának bevezetőjében: „Messze járunk már a szórakoztató filmtől, inkább sürgősségi filmről beszélhetünk, amely aktuális problémákat karol fel és próbál meg választ adni rájuk…”

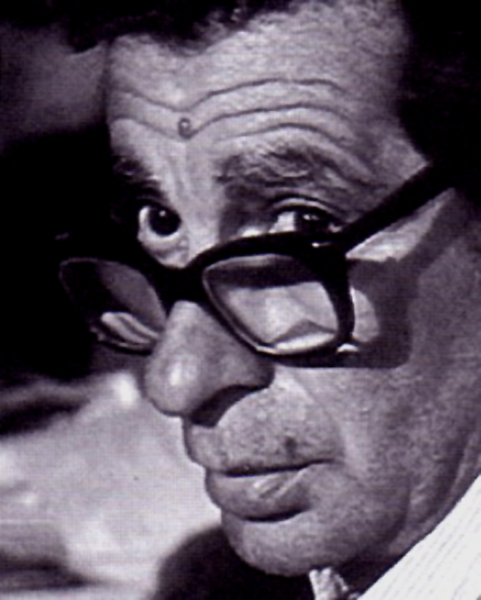
Youssef Chahine, különdíjas rendező

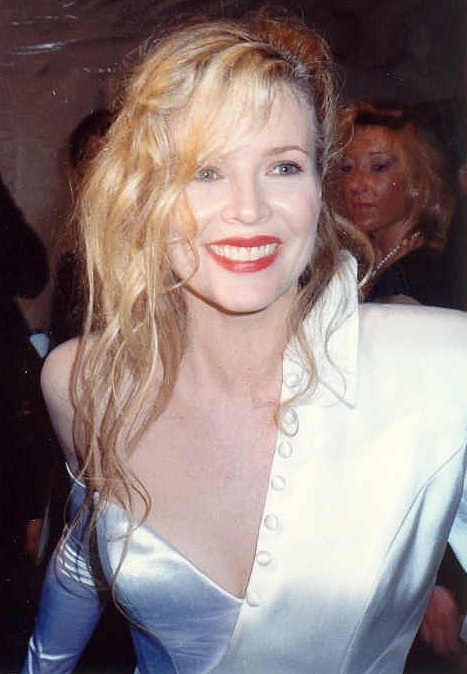
Kim Basinger (1990)

A fesztivál igazi sztárparádévá vált. Olyan nagy nevek voltak láthatók, mint Kevin Spacey, Russell Crowe, Kim Basinger és Danny DeVito (Szigorúan bizalmas); Michel Serrault, Mathieu Kassovitz (Gyilkos(ok)); Johnny Depp és Marlon Brando (A halál ára); Ewan McGregor és Greta Scacchi (A kígyó csókja); Marcello Mastroianni, Jean-Yves Gautier és Leonor Silveira (Utazás a világ kezdetéhez); Sean Penn, Robin Wright és John Travolta (Életem szerelme); Michael Jackson (Ghosts); Mick Jagger (Bent); Charlton Heston, Kate Winslet, Julie Christie, Kenneth Branagh, Timothy Spall, Judi Dench Gérard Depardieu, Jack Lemmon, John Gielgud és Rosemary Harris (Hamlet). vagy Carole Bouquet, Monica Bellucci, Gina Lollobrigida. Az évfordulós ünnepség zárórendezvényén megjelent a francia köztársasági elnök, Jacques Chirac is.
A magyar filmművészetet a versenyprogramban nem képviselte alkotás, a hivatalos válogatás Un certain regard szekciójába hívták meg Szász János Witman fiúk című filmdrámáját. A fesztiválra kiutazott hivatalos magyar filmdelegáció tagjai voltak: Szász János rendező, Máthé Tibor operatőr és Törőcsik Mari színésznő. Magyar vonatkozása a fesztiválnak, hogy a versenyprogramban indított francia Gyilkos(ok) rendezője és főszereplője az apai részről magyar származású Mathieu Kassovitz volt, az Un Certain Regard szekcióban vetített török Toronyóra, magyar (és cseh) koprodukcióban készült, a Homburg hercege című történelmi alkotásban feltűnt Urbán Erika színművésznő, valamint, hogy a kanadai nagydíjas Eljövendő szép napok egyik producere Robert Lantos, míg operatőre Paul Sarossy volt…

## Zsűri

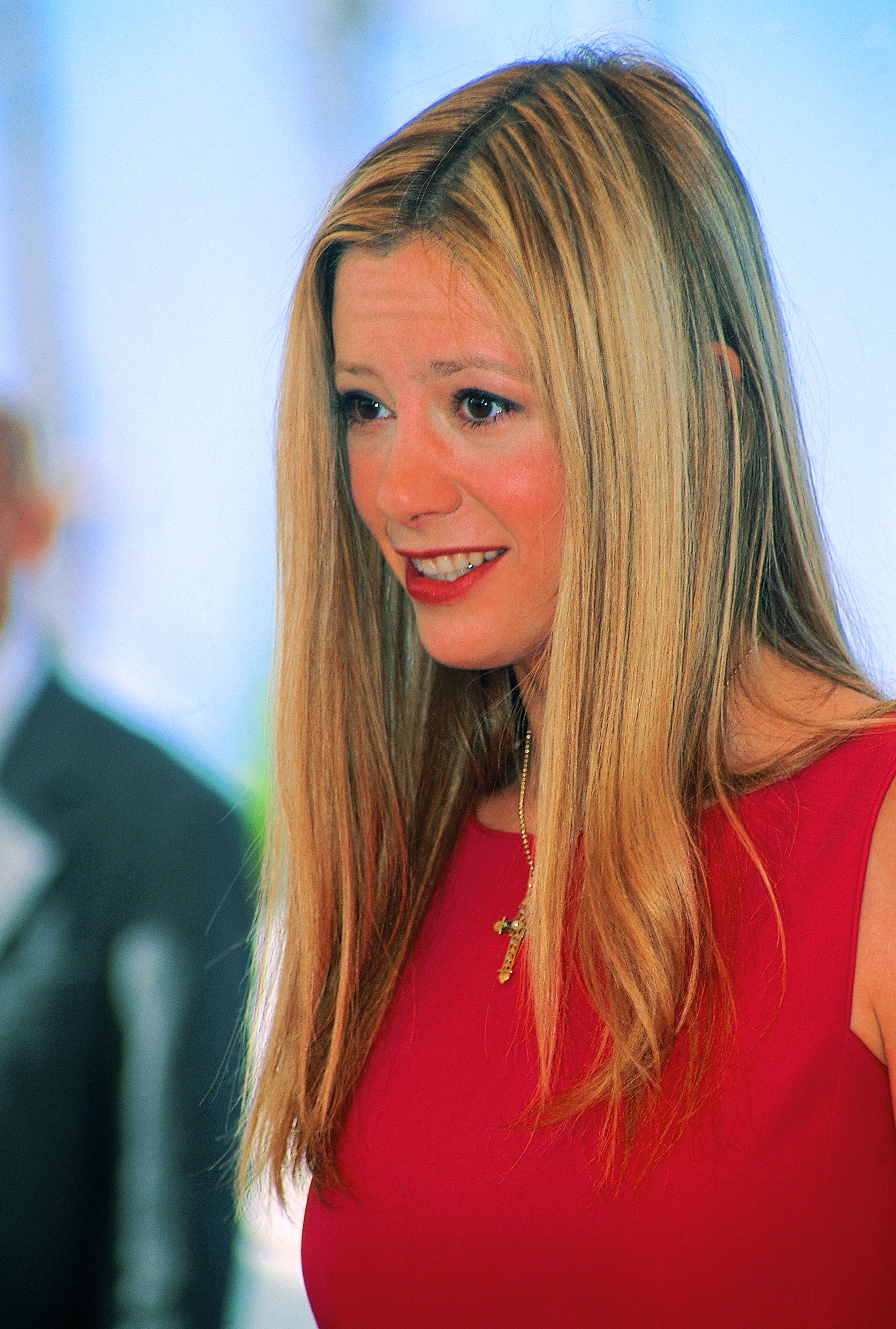
Mira Sorvino, zsűritag

### Versenyprogram
- Isabelle Adjani, színésznő –  Franciaország – a zsűri elnöke
- Gong Li (鞏俐, Gǒng Lì), színésznő –  Kína
- Luc Bondy, filmrendező –  Franciaország
- Michael Ondaatje, író –  Kanada
- Mike Leigh, filmrendező –  Egyesült Királyság
- Mira Sorvino, színésznő –  Amerikai Egyesült Államok
- Nanni Moretti, filmrendező-forgatókönyvíró –  Olaszország
- Patrick Dupond, táncművész-koreográfus –  Franciaország
- Paul Auster, író –  Amerikai Egyesült Államok
- Tim Burton, filmrendező-filmproducer –  Amerikai Egyesült Államok

### Arany Kamera
- Françoise Arnoul, színésznő –  Franciaország – a zsűri elnöke
- Gérard Lenne, filmkritikus –  Franciaország
- Jiří Menzel, filmrendező –  Csehország
- Julien Camy, filmkedvelő –  Franciaország
- Luciano Barisone, filmkritikus –  Olaszország
- Nicolas Philibert, filmrendező –  Franciaország
- Olivier Brunet-Lefebvre –  Franciaország
- Ulrich Gregor –  NSZK

## Hivatalos válogatás

### Nagyjátékfilmek versenye

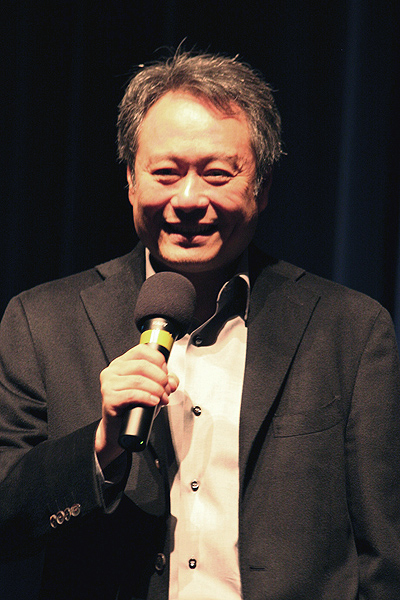
(2007)

- Assassin(s) (Gyilkos(ok))[10] – rendező: Mathieu Kassovitz
- Csun kuang csa hszie (Chun guang zha xie) (Édes2kettes)[7] – rendező: Vóng Ká-vaj (王家衛, Wong Kar-wai)
- Funny Games (Furcsa játék) – rendező: Michael Haneke
- Il Principe di Homburg (Homburg hercege) – rendező: Marco Bellocchio
- Kini and Adams (Kini és Adams) – rendező: Idrissa Ouedraogo
- L.A. Confidential (Szigorúan bizalmas) – rendező: Curtis Hanson
- La femme défendue (Tiltott nő) – rendező: Philippe Harel
- La tregua (A fegyverszünet) – rendező: Francesco Rosi
- Nil by Mouth (Éhkoppon) – rendező: Gary Oldman
- She's So Lovely (Életem szerelme) – rendező: Nick Cassavetes
- Ta'm e guilass (A cseresznye íze) – rendező: Abbas Kiarostami
- The Brave (A halál ára) – rendező: Johnny Depp
- The End of Violence (Az erőszak vége) – rendező: Wim Wenders
- The Ice Storm (Jégvihar) – rendező: Li An (李安, Ang Lee)
- The Serpent's Kiss (A kígyó csókja) – rendező: Philippe Rousselot
- The Sweet Hereafter (Eljövendő szép napok) – rendező: Atom Egoyan
- The Well – rendező: Samantha Lang
- Unagi (Az angolna) – rendező: Imamura Sóhei
- Welcome to Sarajevo (Köszöntjük Szarajevóban!) – rendező: Michael Winterbottom
- Western (Western) – rendező: Manuel Poirier

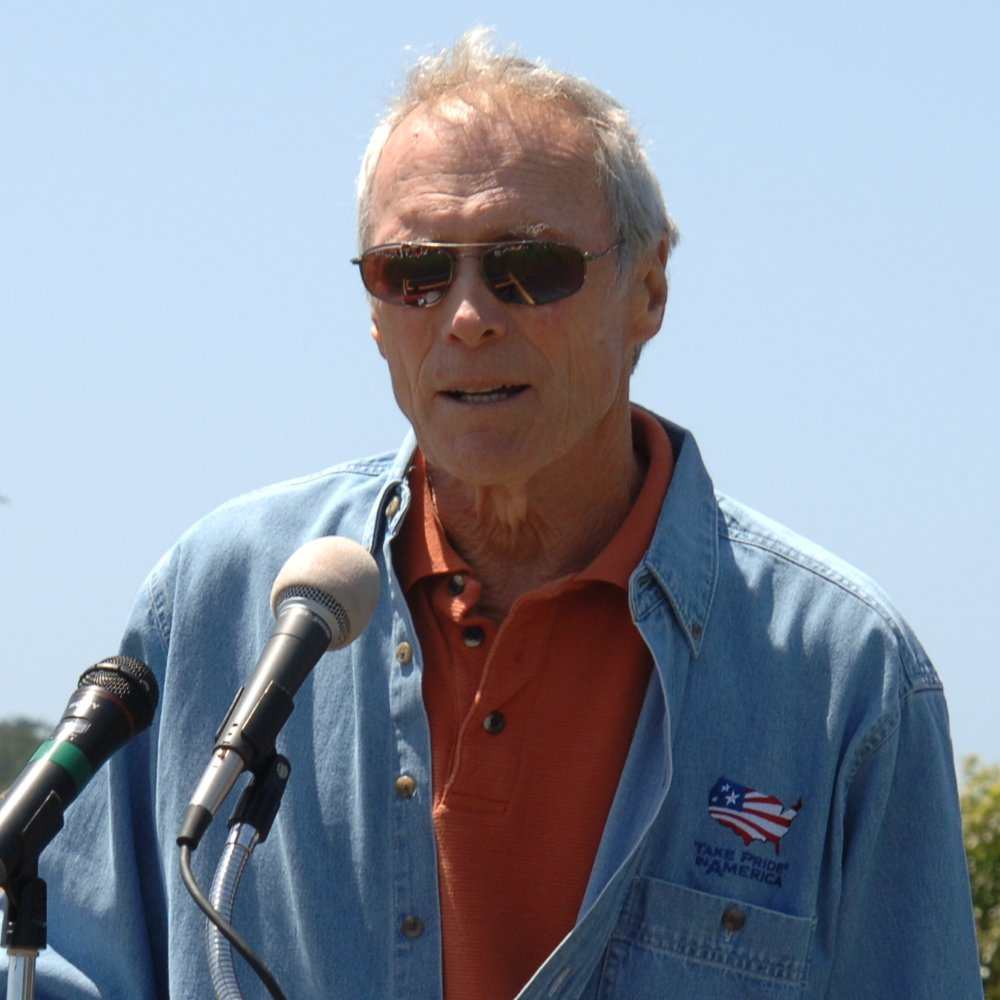
Clint Eastwood (2005)

### Nagyjátékfilmek versenyen kívül
- Absolute Power (Államérdek)[10] – rendező: Clint Eastwood
- Al Massir (Sors) – rendező: Youssef Chahine
- Ghosts – rendező: Stan Winston
- Hamlet – rendező: Kenneth Branagh
- Nirvana (Nirvána) – rendező: Gabriele Salvatores
- The Blackout (Filmszakadás) – rendező: Abel Ferrara
- The Fifth Element[11] (Az ötödik elem) – rendező: Luc Besson
- Viagem ao Princípio do Mundo (Utazás a világ kezdetéhez) – rendező: Manoel de Oliveira
- Welcome to Woop Woop (Woop Woop – Az isten háta mögött) – rendező: Stephan Elliot

### Un Certain Regard
- A casa[12] – rendező: Sharunas Bartas
- A,B,C... Manhattan – rendező: Amir Naderi
- Akrebin Yolculugu (Toronyóra)[10] – rendező: Ömer Kavur
- American Perfekt (Fej vagy írás) – rendező: Paul Chart
- Brat (A fivér) – rendező: Alekszej Balabanov
- Dong gong xi gong – rendező: Zhang Yuan
- Enskilda samtal (Négyszemközti beszélgetések) – rendező: Liv Ullmann
- Gudia – rendező: Goutam Ghose
- Histoire(s) du cinéma – rendező: Jean-Luc Godard
- In the Company of Men (Férfitársaságban) – rendező: Neil Labute
- Inside/Out – rendező: Rob Tregenza
- La buena estrella (A szerencsecsillag) – rendező: Ricardo Franco
- La cruz (A kereszt) – rendező: Alejandro Agresti
- Love and Death on Long Island (Szerelem és halál Long Islanden) – rendező: Richard Kwietniowski
- Marcello Mastroianni: mi ricordo, sě, io mi ricordo (Marcello Mastroianni, emlékszem, igen emlékszem) – rendező: Anna Maria Tato
- Marius et Jeannette (Marius és Jeannette) – rendező: Robert Guédiguian
- Mrs Brown (Botrány a birodalomban) – rendező: John Madden
- Post coïtum animal triste (After Sex) – rendező: Brigitte Roüan
- Shier lou[13] – rendező: Eric Khoo
- Sunday (Sunday) – rendező: Jonathan Nossiter
- Wind Echoing in My Being – rendező: Cson Szuil (전수일, Jeon Soo-il)
- Witman fiúk – rendező: Szász János

### Rövidfilmek versenye
- Birdhouse – rendező: Richard C. Zimmerman
- Camera obscura – rendező: Stefano Arduino
- Final Cut – rendező: Justin Case
- Is It the Design on the Wrapper? (Mi van a papíron?) – rendező: Tessa Sheridan
- Joe – rendező: Sasha Wolf
- Leonie – rendező: Lieven Debrauwer
- Les vacances – rendező: Emmanuelle Bercot
- Makom Tov – rendező: Ayelet Bargur
- Over the Rainbow – rendező: Alexandre Aja
- Quasi niente – rendező: Ursula Ferrara
- Rubicon – rendező: Gil Alkabetz

## Párhuzamos rendezvények

### Kritikusok Hete

#### Nagyjátékfilmek
- Bent – rendező: Sean Mathias
- Budbringeren (Ponyvalevél)[10] – rendező: Pål Sletaune
- Faraw! – rendező: Abdoulaye Ascofare
- Insomnia (Insomnia) – rendező: Erik Skjoldbjærg
- Karakter (Karakter) – rendező: Mike van Diem
- Le mani forti (Erős kezek) – rendező: Franco Bernini
- This World, Then The fireworks (A bűn tüzében) – rendező: Michael Oblowitz

#### Rövidfilmek
- Adiós mamá (Adiós mamá) – rendező: Ariel Gordon
- Le signaleur – rendező: Benoît Mariage
- Le voleur de diagonale – rendező: Jean Darrigol
- Marylou – rendező: Todd Kurtzman és Danny Shorago
- Muerto de amor – rendező: Ramón Barea
- O prego – rendező: João Maia
- Tunnel of Love – rendező: Robert Milton Wallace

### Rendezők Kéthete

#### Nagyjátékfilmek

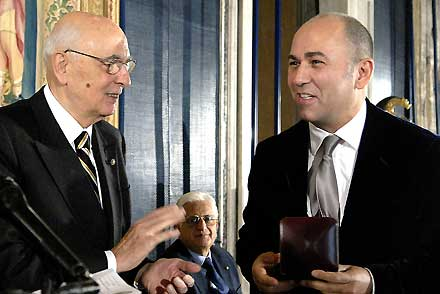
Giorgio Napolitano és Ferzan Özpetek (2007)

- Buud Yam – rendező: Gaston Jean-Marie Kaboré
- Cosmos (Cosmos)[10] – rendező: Jennifer Alleyn, Manon Briand, Marie-Julie Dallaire, Arto Paragamian, André Turpin és Denis Villeneuve
- Dakan – rendező: Mohamed Camara
- Hamam[14] (Törökfürdő) – rendező: Ferzan Özpetek
- J’ai horreur de l’amour – rendező: Laurence Ferreira Barbosa
- Kicked In The Head – rendező: Matthew Harrison
- Kissed (Hideg csók) – rendező: Lynne Stopkewich
- L’autre côté de la mer – rendező: Dominique Cabrera
- La buena vida (Mi a boldogság?) – rendező: David Trueba
- La vie de Jésus (Jézus élete) – rendező: Bruno Dumont
- Ma 6-T va crack-er – rendező: Jean-François Richet
- Ma vie en rose (Rózsaszín életem) – rendező: Alain Berliner
- Mej li caj csang ko (Mei li zai chang ge)[15] – rendező: Lin Cseng-seng (Lin Cheng-sheng)
- Moe no szuzaku – rendező: Kavasze Naomi
- My Son The Fanatic (Gyilkosságra nevelve) – rendező: Udayan Prasad
- Prijatyel pokojnika (A megboldogult barátja) – rendező: Vjacseszlav Kristofovics
- Savršeni krug (Tökéletes kör) – rendező: Ademir Kenovic
- Sinon, oui – rendező: Claire Simon
- Taafe Fanga – rendező: Adama Drabo
- Tren de sombras – rendező: José Luis Guerín
- Un frère... – rendező: Sylvie Verheyde

#### Rövidfilmek
- Liberté chérie – rendező: Jean-Luc Gaget
- Soyons amis ! – rendező: Thomas Bardinet
- Taxi de nuit – rendező: Marco Castilla
- Tout doit disparaître – rendező: Jean-Marc Moutout
- Y’a du foutage dans l'air – rendező: Djamel Bensalah

## Díjak

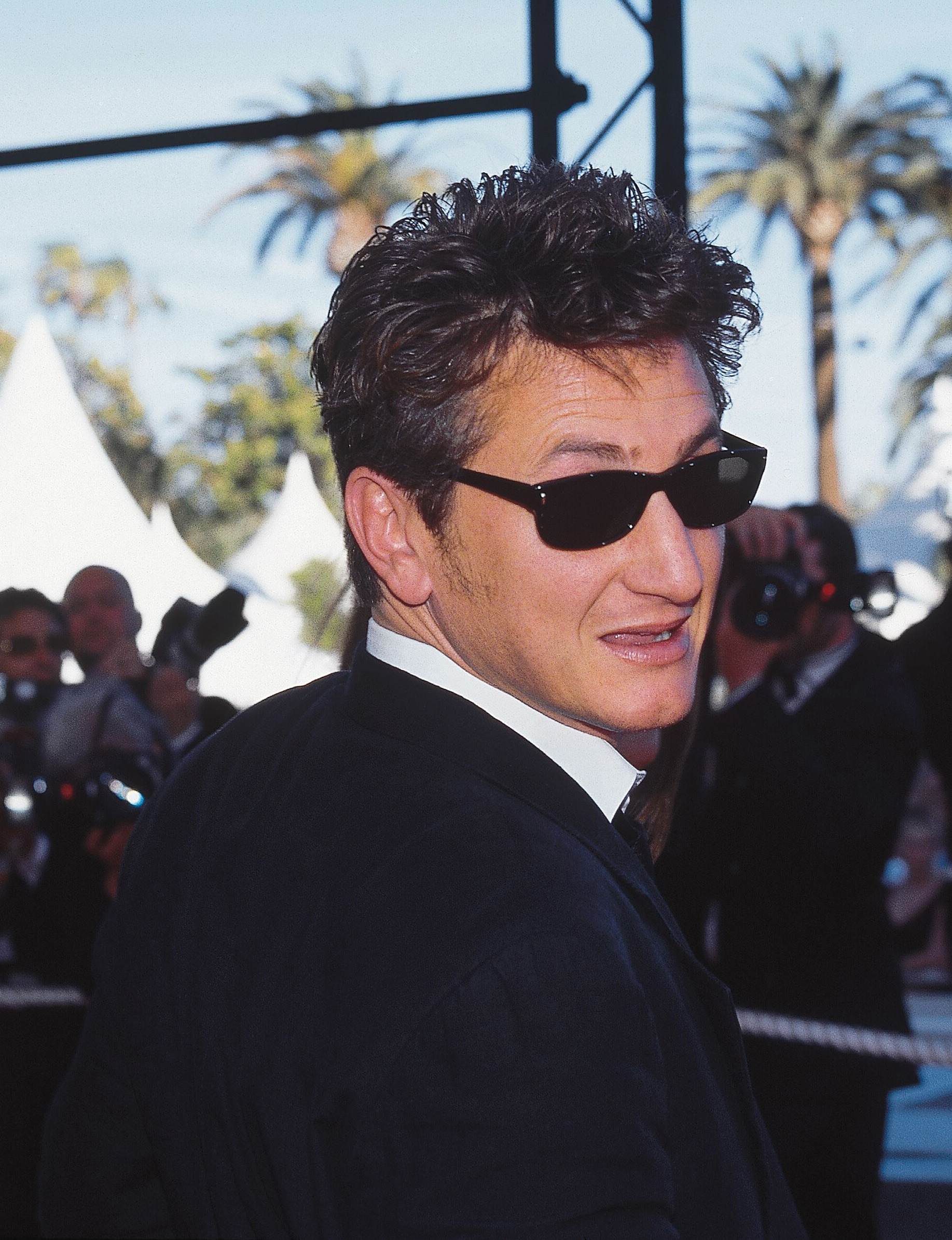
Sean Penn, a legjobb színész

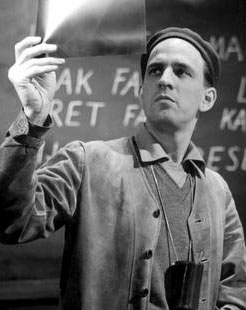
Ingmar Bergman (1957)

### Nagyjátékfilmek
- Arany Pálma:
  - Ta’m e guilass (A cseresznye íze)[10] – rendező: Abbas Kiarostami
  - Unagi (Az angolna) – rendező: Imamura Sóhei
- Nagydíj: The Sweet Hereafter (Eljövendő szép napok) – rendező: Atom Egoyan
- A Nemzetközi Filmfesztivál 50. évfordulós díja: Youssef Chahine – Al Massir (Sors) című filmjéért, illetve addigi életművének elismeréseként
- A zsűri díja: Western – rendező: Manuel Poirier
- Legjobb rendezés díja: Csun kuang csa hszie (Chun guang zha xie) (Édes2kettes)[7] – rendező: Vóng Ká-vaj (王家衛, Wong Kar-wai)
- Legjobb női alakítás díja: Kathy Burke– Nil by Mouth (Éhkoppon)
- Legjobb férfi alakítás díja: Sean Penn – She's So Lovely (Életem szerelme)
- Legjobb forgatókönyv díja: The Ice Storm (Jégvihar) – forgatókönyvíró: James Schamus
- Pálmák Pálmája: Ingmar Bergman

### Rövidfilmek
- Arany Pálma (rövidfilm): Is It the Design on the Wrapper? (Mi van a papíron?) – rendező: Tessa Sheridan
- A zsűri díja (rövidfilm):
  - Leonie – rendező: Lieven Debrauwer
  - Les vacances – rendező: Emmanuelle Bercot

### Arany Kamera
- Arany Kamera: Moe no szuzaku[16] – rendező: Kavasze Naomi
- Arany Kamera – Külön dicséret: La vie de Jésus[16] (Jézus élete) – rendező: Bruno Dumont

### Egyéb díjak
- FIPRESCI-díj:
  - The Sweet Hereafter (Eljövendő szép napok) – rendező: Atom Egoyan
  - Viagem ao Princípio do Mundo (Utazás a világ kezdetéhez) – rendező: Manoel de Oliveira
- Technikai nagydíj:
  - She's So Lovely (Életem szerelme) – operatőr: Thierry Arbogast
  - The Fifth Element[11] (Az ötödik elem) – rendező: Luc Besson
- Ökumenikus zsűri díja: The Sweet Hereafter (Eljövendő szép napok) – rendező: Atom Egoyan
- Ökumenikus zsűri külön dicsérete:
  - La buena estrella (A szerencsecsillag) – rendező: Ricardo Franco
  - Viagem ao Princípio do Mundo (Utazás a világ kezdetéhez) – rendező: Manoel de Oliveira
- Ifjúság díja külföldi filmnek: Bent[17] – rendező: Sean Mathias
- Ifjúság díja francia filmnek: J’ai horreur de l’amour[16] – rendező: Laurence Ferreira Barbosa
- François Chalais-díj: Savršeni krug[16] (Tökéletes kör) – rendező: Ademir Kenovic